# Antonio Bernal Romero
|  | «Antonio Bernal» redirigeix aquí. Vegeu-ne altres significats a «Antonio Bernal (desambiguació)». |

Antonio Bernal Romero   (l'Hospitalet de Llobregat, 13 de febrer de 1924 - Barcelona, 28 de setembre de 2013) fou un pintor, il·lustrador i dibuixant de còmics. Conegut entre d'altres per les portades dels còmics d'El Capitán Trueno, El Jabato i Joyas Literarias Juveniles, de l'editorial Bruguera.

## Biografia
Neix a l'Hospitalet de Llobregat un 13 de febrer de 1924. De jove, va treballar a la mateixa fàbrica de productes químics on treballava el seu pare però ben aviat va adonar-se que la seva única i decidida vocació era el dibuix al que dedicava totes les estones i esforços possibles. Per això, després dels estudis secundaris i després de la Guerra Civil Espanyola que aturà el país, emprengué la llicenciatura de Belles arts que acabà el 1950, en plena postguerra franquista.
Els primers esforços professionals els dedicà, d'una banda, a feines en projectes de publicitat i, d'altra banda, a la docència. De fet, ha continuat tota la seva vida laboral exercint de professor de dibuix i pintura. El 1953 s'encarregà de dibuixar Ralph McLane, una sèrie que es realitzava sota els guions de Ricardo Acedo i que es publicava a La Prensa de Barcelona al suplement en color. Ben aviat però, el mateix 1953, fou cridat per l'Editorial Bruguera que aleshores era la principal productora de còmics i publicacions il·lustrades dedicades al públic infantil i juvenil. L'any següent, dibuixà El capitán Robles. I, el 1956, Vendaval i el Capitán Invencible, sèrie sota els guions de Víctor Mora i Francisco González Ledesma i que agafava Flash Gordon com a model. Després treballa als còmics: As de Corazones, Celia, Futuro i Historias Selección.
La seva mà fou una de les més prolífiques de la factoria Bruguera i també de les més destres. Per això, se li encomanaren els còmics més destacats com, Trueno Color, Jabato Color i El Corsario de Hierro, a més de les col·leccions Héroes, Historias Selección, Dossier Negro, El Coyote o Joyas Literarias Juveniles, entre les més destacades i recordades.
En la seva producció són especialment destacables les obres destinades a les portades de les revistes on podia executar en colors i a gran format la seva imaginació i la seva tècnica. Així, els celatges, els mars, els paisatges en general creen una escenografia perfecta gràcies al seu domini de la perspectiva i el color. Sobre aquests escenaris, la qualitat anatòmica del dibuix dels personatges, dels animals i dels éssers fantàstics dona una extraordinària vivesa, mobilitat, vigor i capacitat de suggestió a les escenes. Aquesta capacitat verista està basada en una gran destresa en el dibuix i el color, dues savieses que rarament concorren en un mateix artista. Més enllà de la seva obra al còmic, Bernal es mostra com un pintor complet, amb una dicció fàcil i agradable tant pel que fa al color com a les formes i la seva ordenació.